# Estación de Atxuri
Atxuri, antes «Atxuri-Bilbao» (en la red de Euskotren Trena) y tradicionalmente conocida como Bilbao-Achuri, fue una estación ferroviaria situada a orillas de la ría de Bilbao (España), en el barrio homónimo. Diseñada en fondo de saco, dada su condición de terminal ferroviaria, fue durante años la principal estación de Euskotren en la capital vizcaína, así como de varias empresas precursoras de vía estrecha, como lo fue su propia fundadora: Ferrocarriles Vascongados. Sirvió como cabecera de servicios con destino Bermeo, San Sebastián, y múltiples localidades intermedias.
En la actualidad, la propia estación carece de servicio ferroviario comercial, si bien el apeadero ubicado en su fachada principal es utilizado por el actual tranvía de Bilbao, que hace parada frente a la estación desde su apertura en 2003. El servicio de cercanías de Euskotren Trena cesó definitivamente el 8 de septiembre de 2019, al ser la clásica estación de Achuri sucedida por la del Casco Viejo en calidad de principal punto de parada del servicio en Bilbao, facilitándose así la conexión con toda la red de metro. Tras ello, durante las obras de extensión del tranvía hacia el este de la capital, las instalaciones ferroviarias interiores fueron adaptadas para servir como depósito y taller de Euskotren Tranbia en exclusiva.
El edificio, de carácter monumental, es también sede de las oficinas centrales de Euskotren. Es propiedad de la compañía pública Euskal Trenbide Sarea (ETS-RFV), dependiente del Departamento de Transportes y Obras Públicas del Gobierno Vasco. El inmueble alberga también los controles de circulación de la red de ETS en Vizcaya.  

## Accesos
- C/ Atxuri, 6

## Historia
El actual edificio de la estación de Bilbao-Achuri fue levantado en 1912, en sustitución de la terminal original de 1882, pues esta era demasiado pequeña para hacer frente al constante incremento de tráfico de la línea. De estilo neovasco, fue diseñada por el arquitecto Manuel María Smith.
En la entrada de la estación, sobre el nombre de la antigua operadora, Ferrocarriles Vascongados, a cargo de la cual fue construida, existe un conjunto de escudos compuesto por el de Vizcaya y Guipúzcoa, entrelazados por el de Álava y las cadenas del escudo de Navarra. Esto se debe a que, cuando se construyó esta estación, la compañía Ferrocarriles Vascongados tenía previsto hacerse con el Ferrocarril Vasco-Navarro, adquisición que finalmente no se produjo.

## Futuro del edificio
La estación de Atxuri dejó definitivamente de prestar servicios de cercanías, tal cual se habían conocido, en septiembre de 2019, con la completa puesta en marcha de la nueva variante ferroviaria subterránea entre las estaciones de Kukullaga (en Echévarri) y de Zazpikaleak/Casco Viejo, como parte del desarrollo de la línea L3 de metro, que da servicio a los barrios del noreste de la ciudad con las estaciones de Otxarkoaga, Txurdinaga, Zurbaranbarri y Uribarri mediante dicha infraestructura. El proceso de transición comenzó en abril de 2017, con la primera puesta en funcionamiento de la nueva línea metropolitana, y culminó el 9 de septiembre de 2019, con el cambio de cabecera de la línea E4 desde Atxuri a Matiko a través de la nueva infraestructura, quedando así sin servicio la veterana terminal.
Con la completa migración de las cercanías de Euskotren Trena, el tranvía quedó como único servicio ferroviario operativo en el emplazamiento de la estación. Las unidades de tranvía acceden a la zona por la calle de la Ribera. El trayecto del tranvía, desde su refundación en 2003, comenzó y terminó durante años ante la fachada de la estación, a pleno pie de calle, sin entrar nunca en su recinto; durante años, solo continuaban más allá de ese punto las unidades que se dirigían a las cocheras originales del nuevo tranvía bilbaíno, próximas a la estación de Atxuri, pasando por el lateral de la misma y bordeando la ría.
Entre el fin del tráfico de trenes pesados a finales de 2019 e inicios de 2022, tuvieron lugar las primeras obras de adaptación del trazado ferroviario original hasta la estación de Atxuri para adecuarlo a su uso exclusivo por los trenes ligeros de Euskotren Tranbia, con la intención de prolongar el servicio tranviario por dicha infraestructura, en última instancia, hasta la estación de Kukullaga en Echévarri, facilitando así en ella la conexión con la línea L3 de metro. Por medio del trazado clásico se daría también servicio a la estación de Bolueta (permitiendo también la intermodalidad directa del tranvía con las líneas L1/L2 de la red de metro) y al nuevo apeadero de Abusu. Dicha extensión del servicio del tranvía hasta Bolueta entró en funcionamiento en marzo de 2022, quedando para un futuro el acondicionamiento del resto del trazado hasta Echévarri, supeditado a la apertura de nuevas instalaciones por parte de ETS-RFV para su uso como cocheras.
El cese del servicio ferroviario comercial en el interior del edificio hizo que muchas zonas de la planta baja del mismo, no empleadas ya ni por Euskotren ni por ETS-RFV, hayan quedado en desuso, siempre con la salvedad de aquellas dedicadas a fines administrativos, así como al guardado y mantenimiento de tranvías. Aún hoy se desconoce a qué otros tipos de actividad podrá dedicarse el resto inmueble en un futuro. Por su parte, distintas asociaciones y colectivos vecinales han hecho propuestas para darle más usos públicos que el de mero apeadero tranviario, que incluyen la creación, en las zonas liberadas, de un centro de ocio o un museo, entre otras ideas.

## Galería de imágenes

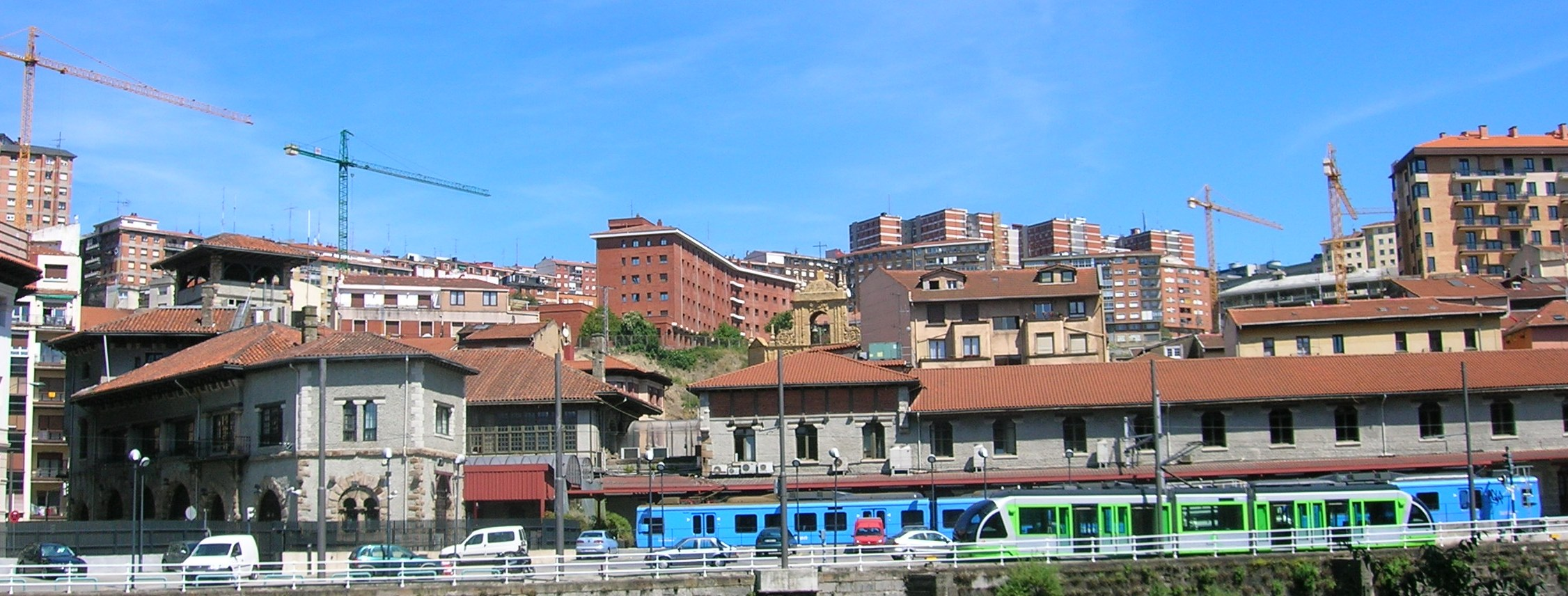
Vista exterior lateral, desde la orilla de la Ría. Se aprecia una unidad de tren de cercanías de Euskotren Trena estacionada en andén, junto a un tranvía en su ramal de servicio (hoy, prolongación hasta Bolueta)
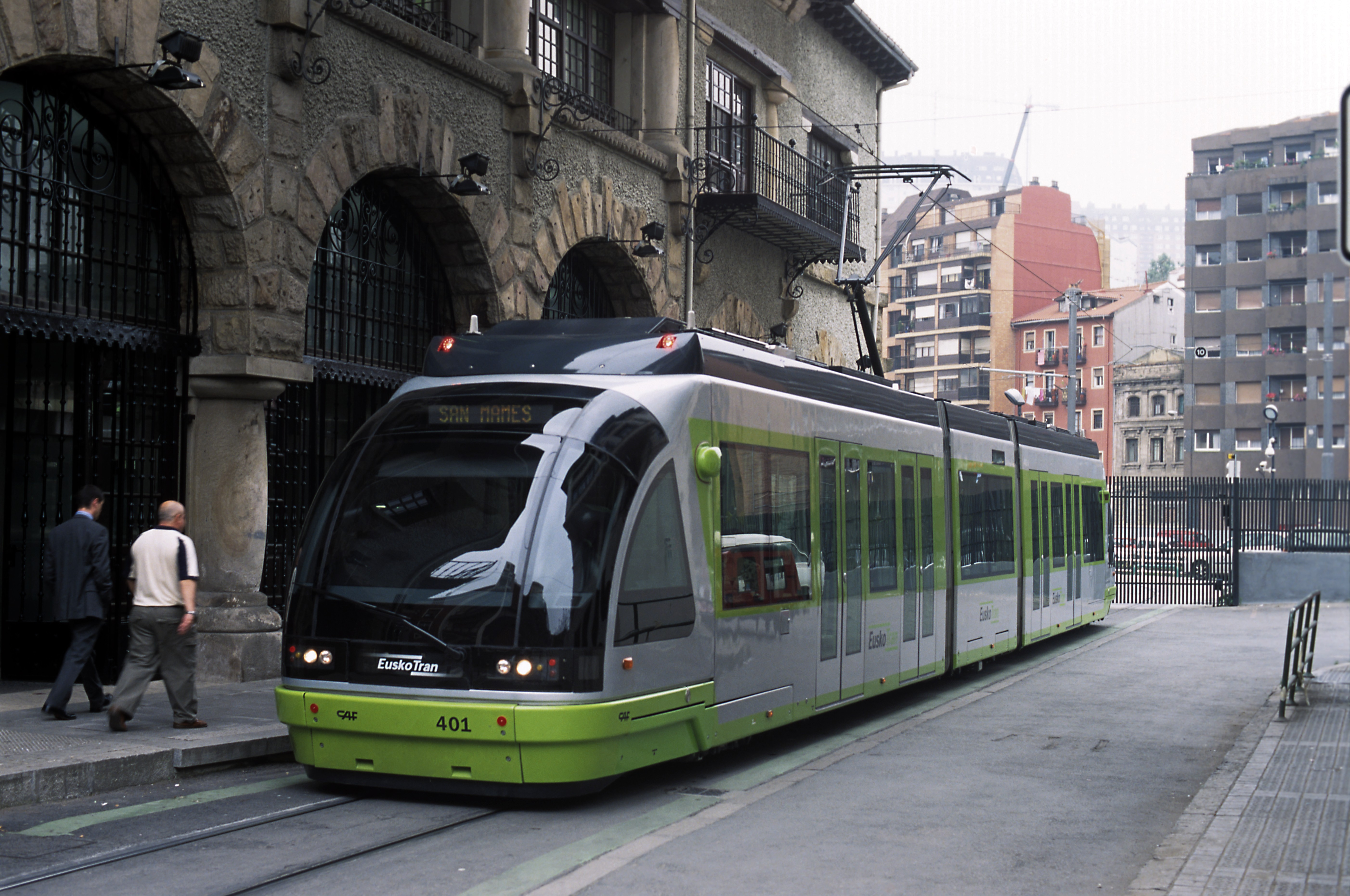
Apeadero del tranvía frente a la fachada. Tras la verja, los vehículos pueden proseguir en dirección Bolueta o acceder a cocheras (atravesando el parking para personal de Euskotren)
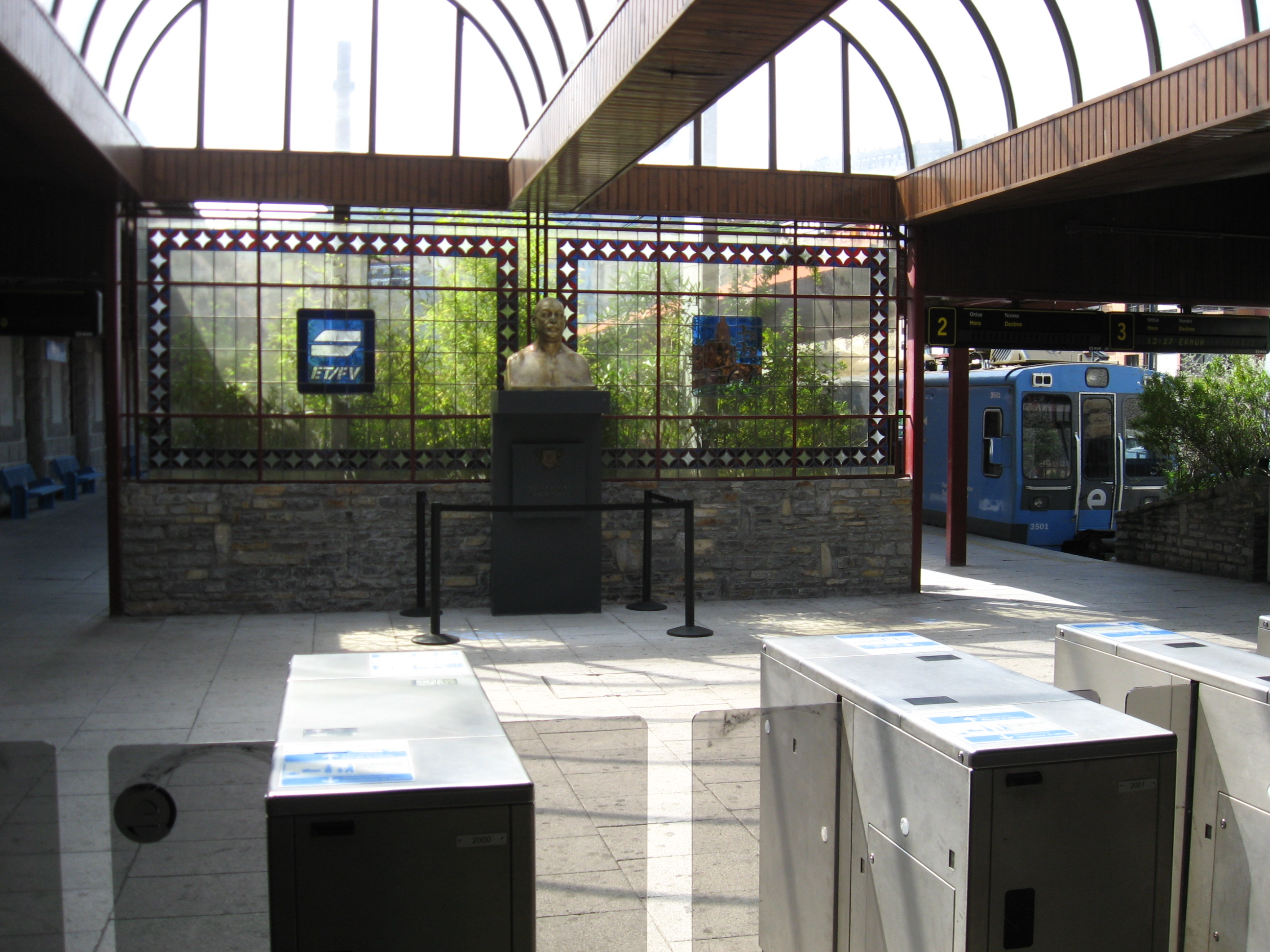
Vestíbulo de acceso a andenes de cercanías, con las canceladoras de dicho servicio extinto
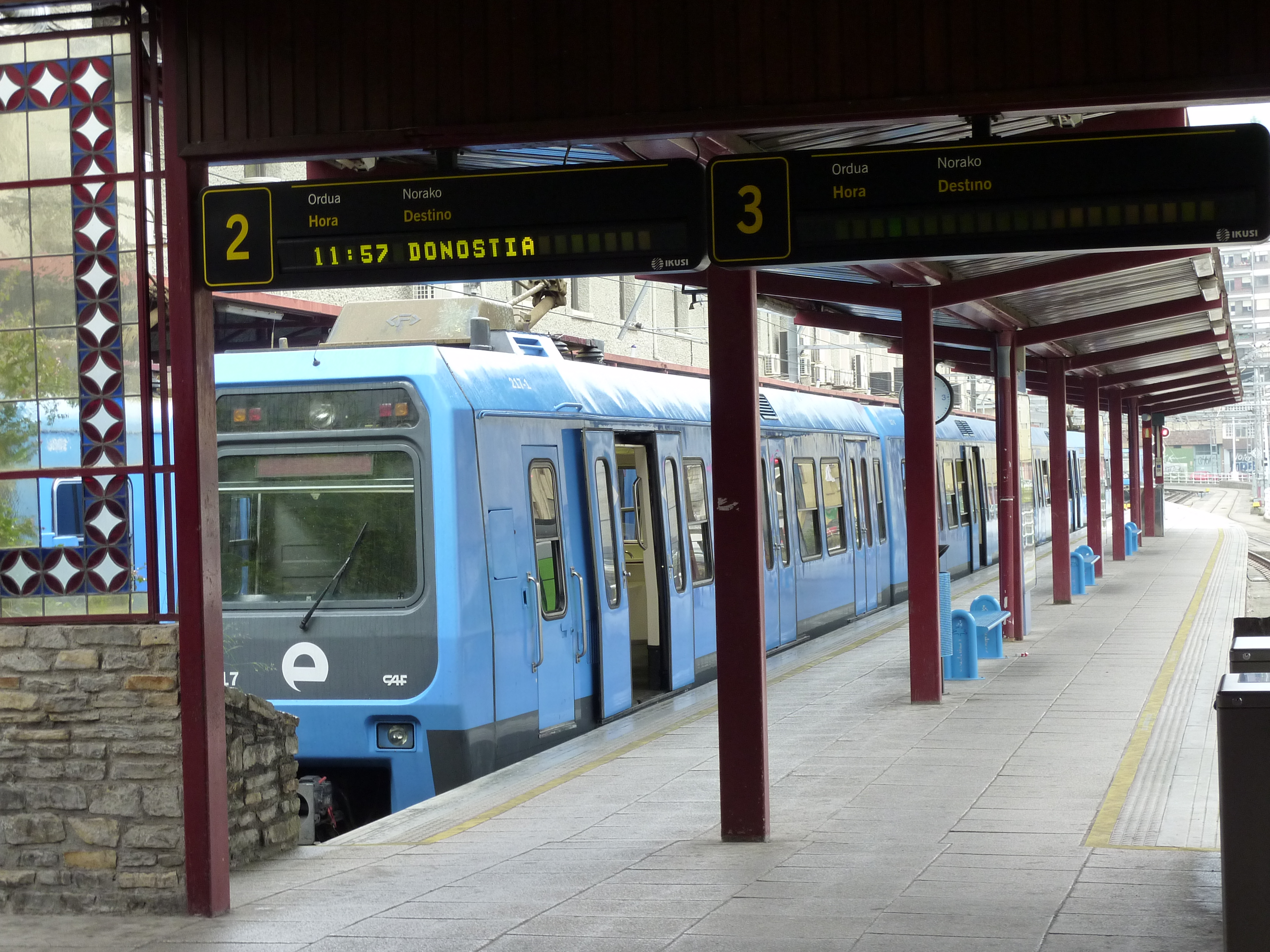
Vista de la antigua zona de andenes, hoy reconvertida en depósito de tranvías en fondo de saco
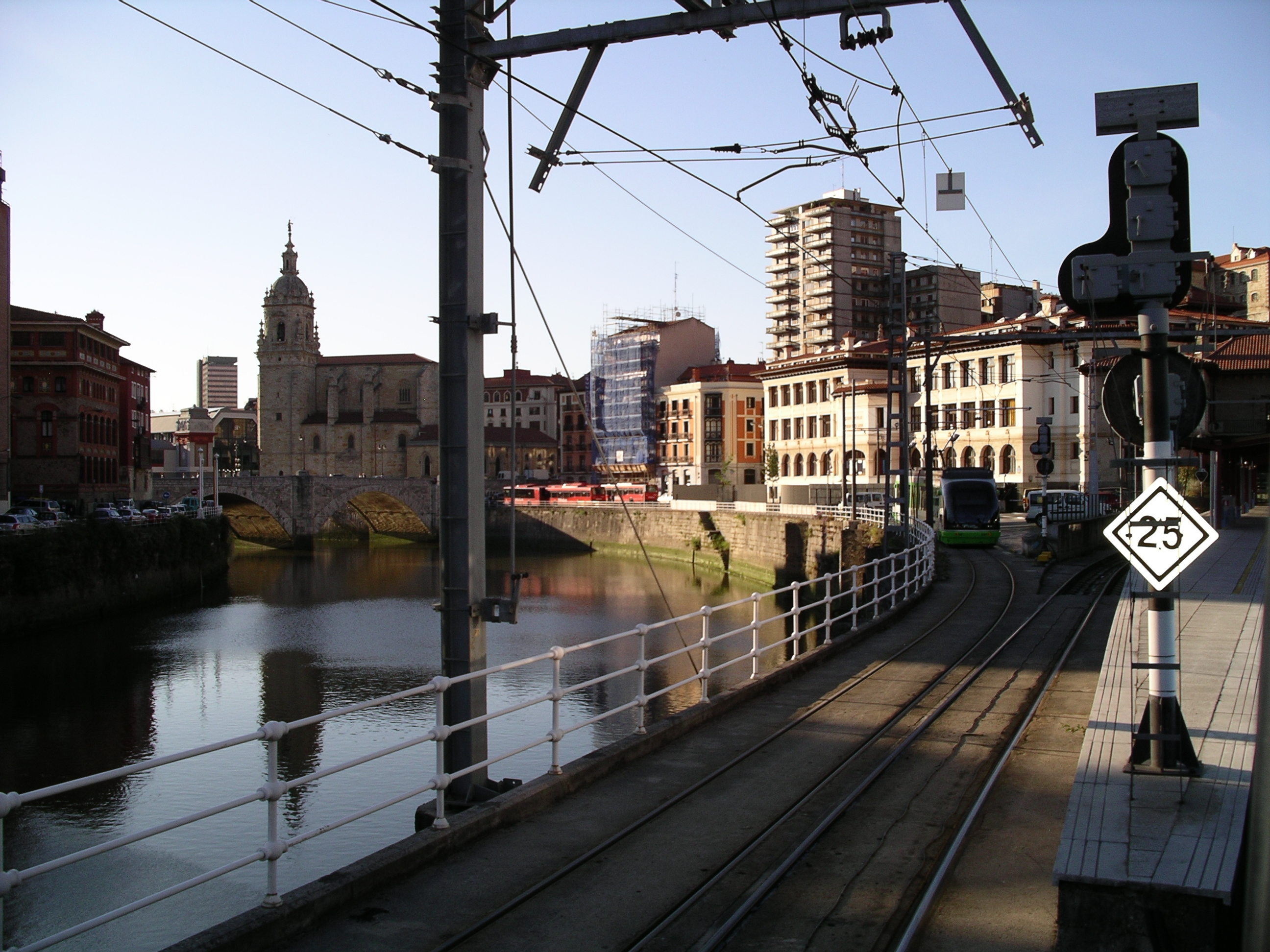
Trazado del tranvía bordeando la estación, tras atravesar el parking del personal de Euskotren (vista en sentido hacia La Ribera)